# 喜界町立第二中学校
喜界町立第二中学校（きかいちょうりつ だいにちゅうがっこう）は、鹿児島県大島郡喜界町上嘉鉄にあった町立中学校。喜界島の南端に位置している。

## 校区
- 喜界町立上嘉鉄小学校の校区と同じ。

## 沿革
- 1948年 - 設立
- 1949年 - 校歌が制定される。作詞は上原富雄、作曲は田畑正隆。
- 1975年 - 道路愛護週間優良校として鹿児島県知事から感謝状を受賞。
- 1978年 - 電波の日記念作文コンクールで学校賞受賞。
- 1979年 - 名作読後感想文全国コンクール（旺文社）学校賞受賞
- 1980年 - 国土庁主催全日本中学校「水の作文コンクール」優秀賞受賞
- 1982年 - 旺文社主催･総理府･文部省後援第25回学芸コンクール団体奨励賞受賞、食品容器環境美化競技会主催第7回｢こんにちは美しい日本｣作文コンクール特別賞（環境庁長官賞）学校賞受賞
- 1984年 - 名瀬警察署長より人命救助感謝状を受ける
- 1987年〜1988年 - 山坂達者実践推進校に指定された。
- 1989年 - 実用英語技能検定「文部大臣奨励賞」受賞
- 2000年 - 少年の主張全国大会（内閣総理大臣賞受賞）（個人）
- 2012年3月31日 - 町内の3中学校を統合し喜界町立喜界中学校が新設されるのに伴い閉校。

## 校則
- 男子の頭髪は丸刈りとなっていた。

## 卒業後の進路
卒業後は町内の鹿児島県立喜界高等学校に進学する生徒が多い。